# 贝里图斯法律学校
贝里图斯法律学校（又名贝鲁特法律学校）是古典时代罗马法研究的一大中心，坐落于贝里图斯（拉丁語：Berytus，今黎巴嫩贝鲁特）。在历代罗马皇帝赞助下，学校长期繁荣，成为帝国重要的法律学术中心，直至公元551年毁灭。
罗马帝国的法律学校为帝国典章建立了有条不紊的贮藏体系，同时将法科研究与实践制度化，为繁忙的朝廷减轻压力；这些归档也为法官引用法律判例提供了便利。贝鲁特法律学校的创立时间尚不明确，可能在公元1世纪奥古斯都治下。现存最早提及此学校的文献据推定出现于公元238至239年间，其时学校已经扬名。贝里图斯法律学校吸引的多为年轻富裕的罗马公民，校内教授还为优士丁尼《民法大全》作出重大贡献。学校在帝国全境名声四布，以至贝鲁特得到「法律之母」的称号。至东罗马优士丁尼一世一朝，皇帝将各行省法律学校关闭，只余下少数学校仍然允许教授法科，贝鲁特法律学校位列其中。
贝鲁特法律学校修业时长五年，主要为古典法律文本及帝国典章之修订分析，也包含案例讨论。优士丁尼个人十分关心教学过程，责令贝鲁特主教、海岸腓尼基行省总督及学校教师维护学校纪律。
公元551年贝鲁特发生大地震，重创腓尼基海岸一带，其后学校设施尽毁，迁至西顿，以期重建，然而公元635年学校又罹阿拉伯人大举征伐，终于未能幸免。古代文献表明学校在古基督复活教堂旁，这一教堂的残迹在今贝鲁特历史中心的希腊正教会圣乔治主教座堂下方。

## 背景
罗马皇帝作为公理的保障人，公认当投入大量时间处理法政事务。皇帝为首席执法官，主要的法权在于经理一切公共事务，为此可随时指令任何人予以协助。
就法律上诉、臣民请愿、诸执法官及总督所呈司法请示而言，历代皇帝皆细心咨询法律专家（iuris consulti），这类人一般是自骑士阶层中征辟的秘书官。自奥古斯都在位（公元前27年－公元14年）以后，法学家开始为帝国诏令建档，法学研究成为一种行政职能，由帝国提供资助。任何新作出的判例都基于档案所载法律先例，及早前所作审议之上。这些发展推动建立了西方世界最早的法律学校体系，其目的在于培养专业的法律家。

## 历史
奥古斯都治下，贝鲁特建城，时名「贝里图斯尤莉娅·奥古斯塔·费利克斯殖民地」（且授予意大利权的地位），其建立乃为第五马其顿军团及第三高卢军团参与亚克兴海战退伍军人提供殖民地。罗马选择此地为地区中心而非更著名的腓尼基城市泰尔、西顿，后二者都曾有同罗马敌对的斗争历史。

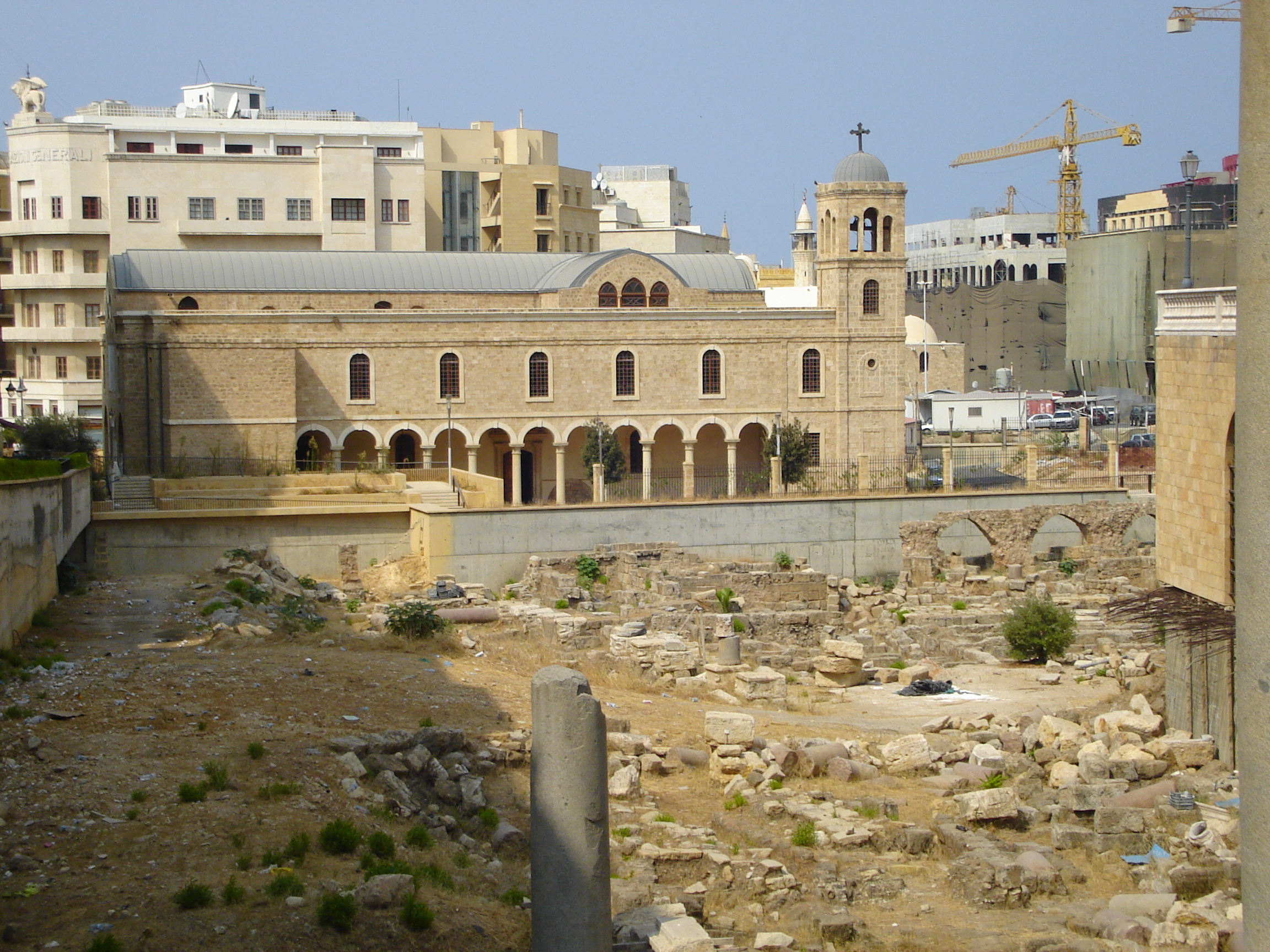
圣乔治主教座堂坐落于贝鲁特古代的轴向正街（Cardo Maximus） (Note: 古罗马称南北向的城市道路为Cardo，其本义为门轴，而用于称呼道路时，又将其中最主要的、贯通南北城门的一条Cardo称作Cardo Maximus。)上，法律学校当年位置则在拜占庭的基督复活教堂旁，是为今之主教座堂的前身

贝鲁特首次作为法学研究一大中心在书面作品中提及，是在新凯撒利亚主教神行者贵格利公元239年的作品中。其他早期书面文献并未提及法律学校何时建立，历史学者曾提出多种可能的建校日期。爱德华·吉本认为其建立或由生于当地、222年至235年在位的皇帝亚历山大·塞维鲁主导；这一假说受到17世纪晚期法国学者吉勒·梅纳热支持。意大利法学家希皮奥内·真蒂利则将学校建基之功归于奥古斯都，而十九世纪德国神学家卡尔·哈瑟主张学校在亚克兴之战得胜（公元前31年）后旋即建立。德国法学家阿道夫·弗里德里希·鲁多尔夫（Adolf Friedrich Rudorff）将建校日期定于哈德良一朝，弗兰茨·彼得·布雷默（Franz Peter Bremer）则根据神行者贵格利的说法，认为学校在200年前后启用。
特奥多尔·蒙森将贝鲁特之法律学校的建立与对法学家的需求两者相联系，因为罗马帝国选用此城以贮藏有关东部诸行省的诏令。诏令运送到贝鲁特后，即译成希腊文，公表并且归档。这一职能首见记录于公元196年，是格里高利法典所载最古早法令的时间，不过一般认为贝鲁特早在更久之前就已用作库藏。法律学校既靠近库藏，贝鲁特的法学家便可查阅在库档案，学生亦可学习最为新近的帝国法规——这一优势，滨海凯撒利亚及亚历山大里亚的法律学校并不具备。
三世纪的罗马皇帝戴克里先及马克西米安二人颁布法规免除贝鲁特法律学校的学生在家乡服公役的义务。四世纪时，希腊修辞学家利巴尼俄斯记录道该校吸引丰裕家庭的青年学生来游，他同时力斥学校用拉丁语教学的行为，在这一世纪之课程中，拉丁语渐而废弃不用，希腊语转而受到欢迎。到五世纪，贝鲁特在帝国全境诸多法律学校中已然地位超群、声望卓著；其教师受青眼有加，在东帝国法律学习的发展中占据主导，乃至于有「普世大师」之称。自425年起，君士坦丁堡法律学校也成为法律研究中心，与贝鲁特相颉颃；而529年优士丁尼一世将亚历山大里亚、滨海凯撒利亚、雅典等地法律学校尽数关闭之后，即仅余此二所学校，以其他学校的教导与基督信仰相抵触之故。
551年7月9日，腓尼基海岸各城市遭逢强烈地震，惨被摧残。在贝鲁特，地震后又继以海啸与大火，城市遂毁于一旦。此难使得三万人丧命，其中多有海外来游的学生。优士丁尼拨款重建贝鲁特，法律学校则暂时移驻以南的腓尼基城市西顿以待重建；然而，校内最优秀的教师迁往君士坦丁堡。560年贝鲁特再罹重创，火灾肆虐，复建中的城市付于劫灰。法律学校再未开放，其回归的一切指望在635年随阿拉伯征服到来而化为乌有。

## 学术研究
贝鲁特法律学校所研修的课业只限于罗马法，不包括腓尼基行省的本地法律。从古代文本中，可以看出课程安排、教学方法、授课语言及修业时长。

### 预修学业
学生有望入学者，需要先修习过语法、修辞及诸多广博学问。另外，学生也需要预先掌握希腊语及拉丁语，因教学纲要中所使用经典的法律引文及帝国典章，此类文献皆以拉丁文写就。有志负笈者可在公立学校中完成预修学业，亦可延请私家教师。

### 课程安排

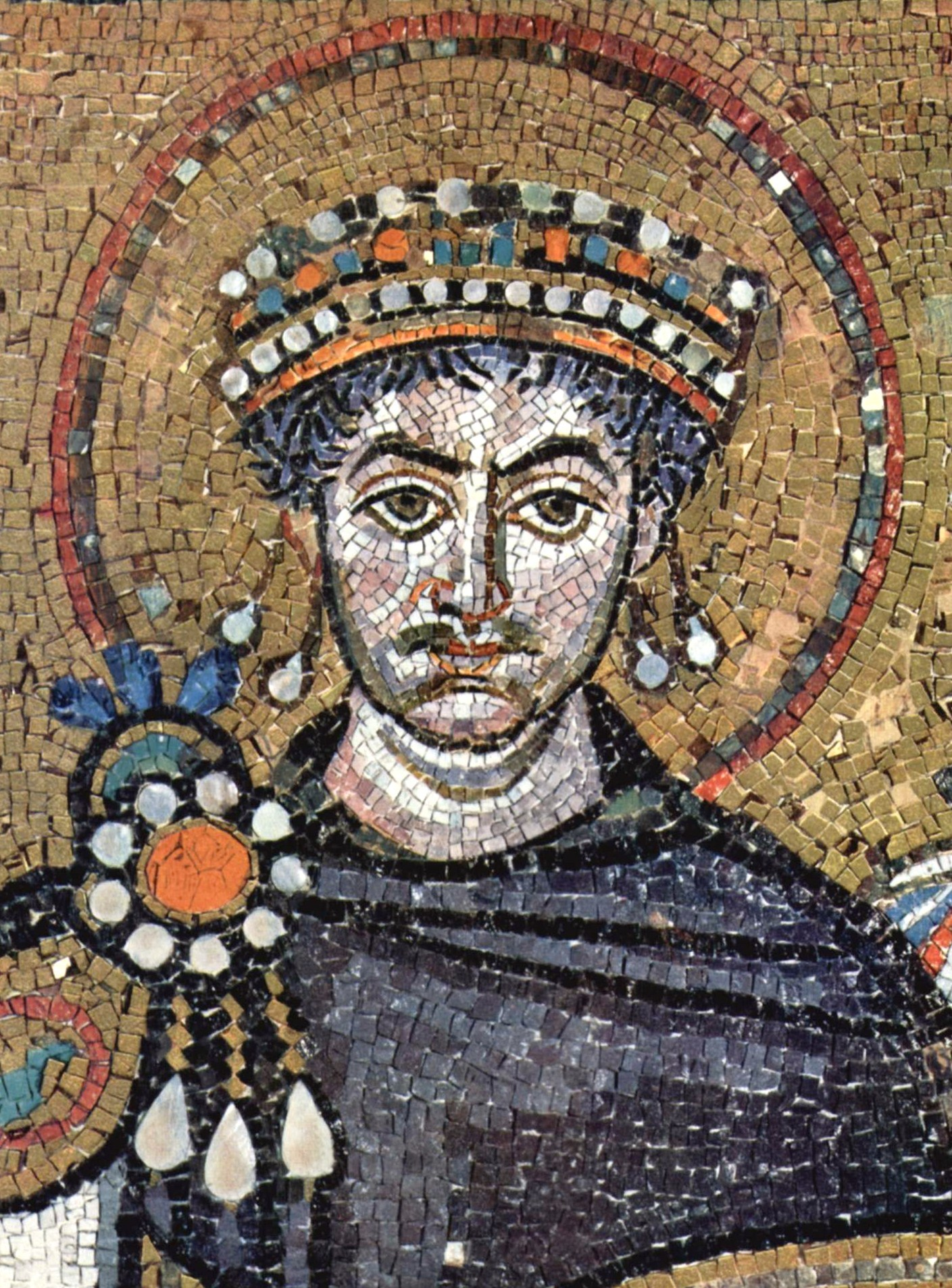
优士丁尼一世，罗马皇帝，发起重编罗马法

贝鲁特法律学校五世纪以先的教学课程，今日知之甚少。《西奈注释》及《巴西利卡法典》注释使今人得以管窥学校教学法，并能同当时修辞学校教学之方法加以比较。业师授课时，在法律文本上自加解说，从而讨论分析之，这些解说也包括引述帝国典章、或古典的罗马法学名家如乌尔比安等人著作，诸如此类文献中对应的段落。业师进而提炼出一般的法律原则，以此解决现有实际案例所启发的法律问题。这一方法不同于古典时代的教学安排，彼时的学生在投入案例研究之前，必先掌握法律的基础知识。
即使在帝国东部，法科也以拉丁语教授，然而至四五世纪之交时，拉丁语在贝鲁特为希腊语所取代，是为罗马帝国东部领土根基深厚的通用语。大约同一时期，君士坦丁堡的法律学校大概也出现了类似转变。
《学说汇纂》开头部分所载之〈一切〉诏令者，为学校自五世纪直至533年优士丁尼改革之前所存研修体系，其有关信息唯一的来源。旧教学纲要课业四年，在廿五岁前修完。课业基于法学家盖约、乌尔比安、帕皮尼亚努斯、保卢斯等人著作。学生受业三年，第四年独力修习保卢斯作品《答复集》（Responsa）；尚可选择再留校一年修习帝国典章。每年级学生各有绰号以分辨：第一年「杜蓬狄」（Dupondii），次则「厄狄克塔勒斯」（Edictales），第三年「帕皮尼亚尼斯泰」（Papinianistae），第四年「吕泰」（Lytae）。
优士丁尼所公布之〈一切〉诏将贝鲁特君士坦丁堡两校法律课业的年限修改至五年。课业由讲授及自修组成，使用优士丁尼《民法大全》中举出的材料，即所谓《法学阶梯》《学说汇纂》《优士丁尼法典》。一年级学生所受课业乃基于《阶梯》、及《汇纂》第一部分；二年级学生则听讲《汇纂》更宏富之一部分；三年级学生则学习帕皮尼亚努斯所著各类文章，以及「单列法」（leges singulares）；四年级并无讲授，学生则须修习《汇纂》剩余部分。随修习年数仍有绰号加诸学生，然而优士丁尼将一年级学生之绰号自「杜蓬狄」改作「优士丁尼诺维」（Iustiniani novi），另称五年级学生为「普罗吕泰」（Prolytae）。课业结束之时，修满学业的学生得发给证明，进而可从事辩护律师之职，或在帝国任职官。

### 教授人员
古代文书令贝鲁特学校一些最知名的法学教授之名称事迹显于人世。这类材料数目不多，包括历史记录、法律学术著作、选集、古代信函、墓志铭等等。修辞学教师利巴尼俄斯常居安条克，同老多谟尼努斯（Domninus）多有书信联络，后者即法律学校教授，四世纪人士。360年，利巴尼俄斯邀请多谟尼努斯离开贝鲁特同其一道在安条克的修辞学校中任教。多氏显然谢绝了这一邀请，以其后利氏于361年至364年间往彼处所致书信，其内容都是为法律学校受验者所作的荐书。贝鲁特之法律学校最光辉的年代自公元400年至500年纵跨一个世纪，当年称之为「普世大师」（τῆς οἰκουμένης διδάσκαλοι）的年代。这一时期，接连七位德高望重的法学大家承担起东罗马帝国法学教育复兴之重任。此七位大家在六世纪学者笔下大受赞扬，其人分别为：居里卢斯（Cyrillus）、帕特里喀乌斯（Patricius）、多谟尼努斯（Domninus）、得摩斯忒涅斯（Demosthenes）、欧多克西乌斯（Eudoxius）、勒翁提乌斯（Leontius）、安布利库斯（Amblichus）。

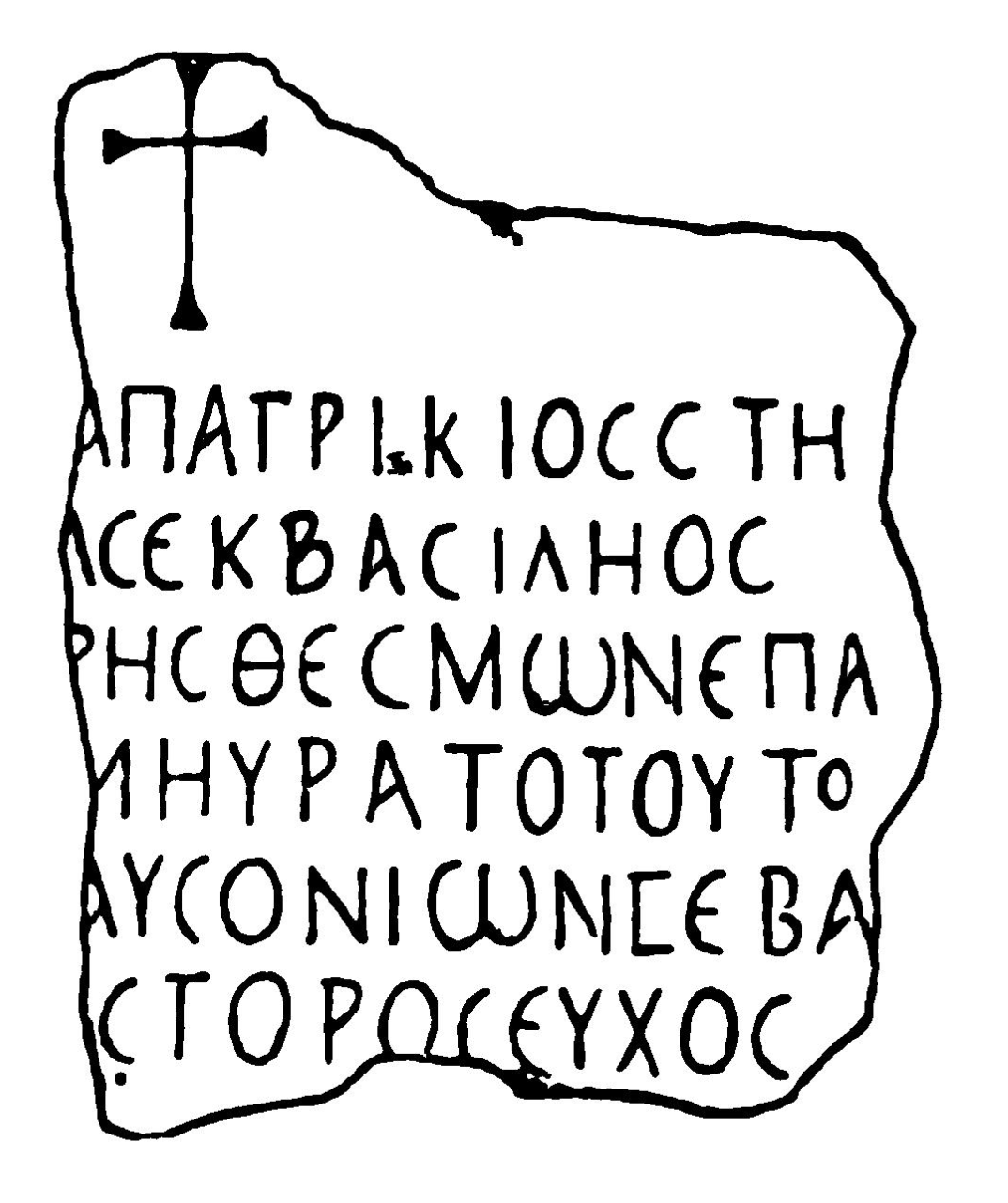
贝鲁特发掘出的墓志铭，据推测当属于帕特里喀乌斯 (Note: 其上铭文为：[--]α Πατρίκιος στῆ- / [--]α̣ς ἐκ βασιλῆος / [--]ρης θεσμῶν ἐπα- / [--]μ̣’ ηὕρατο τοῦτο / [--] Αὐσονίων σεβα - / [---]στορος εὖχος，大意为：「……帕特里喀乌斯……建立……自皇帝处……诸法律之……他发现此……罗马人的【（列位）帝王】……之荣耀……」。)

居里卢斯为开辟法学家普世学派之人。据信他在公元约400年至约410年前后执教。此人作为教师名望崇高，人称「大师」，乃因直接引用古代法律文献、并对乌尔比安、帕皮尼亚努斯等法学家有所发明而著称。居里卢斯著有一部详尽的论述，为《巴西利卡法典》卷十一第一、二章所附许多重要的注释（scholia）提供了材料。帕特里喀乌斯在优士丁尼《汇纂》之第三篇序言〈何其大哉〉诏令中受到表彰，称为贝鲁特法律学校杰出的教授。二十世纪初在贝鲁特的考古发掘，考得墓志铭一通，据信当为此人而作。欧多克西乌斯之子勒翁提乌斯在基督教会史学家修辞教师撒迦利亚处有所描述，撒迦利亚在公元487年或488年为一年级学生时，曾求学于勒翁提乌斯门下，而描述称勒氏在法学界名声卓著。勒氏在503年、504年间皇帝阿那斯塔修斯一世治下擢为东方大区总督，后来又于528年升任军务统帅（Magister militum）。勒翁提乌斯亦以专员身份参与优士丁尼法典第一部之编纂预备工作。安布利库斯与之同时代，为乌尔比安《告示注解》作有集注。
历史文献也记述有欧克塞尼乌斯（Euxenius）事迹，此人在「普世大师」之时代也曾在贝鲁特法律学校为师任教。欧克塞尼乌斯与城市主教欧斯塔提乌斯（Eustathius）为兄弟，曾卷入公元460年教宗亚历山大里亚的弟茂德二世所引发、反对迦克墩公会议跟从者所持基督合一性论之宗教争端。又有多罗透斯（Dorotheus）、阿那托利乌斯（Anatolius，勒翁提乌斯之子）、尤利阿努斯（Julianus）三人，均为学校教授，与优士丁尼一世同时。前二者奉诏入朝，受命草拟《汇纂》。于特里波尼亚努斯督导下，多罗透斯尚同君士坦丁堡之法学教授忒俄菲卢斯（Theophilus）合作草拟《法学阶梯》。尤利阿努斯为贝鲁特之法律学校教授中最后一位知其名者，诗人泰阿泰德（Θεαίτητος）盛赞此人为「法律之光」。地震之后，尤利阿努斯离开贝鲁特往住君士坦丁堡，在当地于555年编写《新律》。
优士丁尼治下之东罗马帝国，两地法律学校共有教师八人，推测之当为贝鲁特君士坦丁堡各四人。优士丁尼于贝鲁特之学校的督导及纪律执行，乃责令学校教师、城市主教、海岸腓尼基行省总督为之。

### 知名学生
现存古代文本中可见曾求学于贝鲁特法律学校的学生五十一人，来自罗马二十个不同省份，学生中颇有显要扬名者。卡帕多细亚主教神行者贵格利于公元238年为基督教学者俄利根所作颂辞中，提及贝鲁特有关拉丁语及罗马法之广博课程诸事。
根据凯撒利亚的优西比乌所述，凯撒利亚的庞费吕于公元三世纪后半叶生于贝鲁特富家之中，在城中法律学校求学。庞费吕后成为滨海凯撒利亚长老，并在当地建立藏书宏富的基督教图书馆。此人在罗马天主教会及东正教会均敬礼为殉道圣人。优西比乌亦记载殉道者兄弟安菲阿诺斯、埃得西俄斯二人，生于吕基亚显贵家庭，于贝鲁特修习法律期间改信基督教，而为信仰受迫害处死。
四世纪史学家欧那皮俄斯记载有罗马高官阿那托利俄斯（Ἀνατόλιος），在其敌人称作「阿祖特利翁」（Ἀζουτρίων）者。此人曾任叙利亚执政官、亚细亚管区代理总管、君士坦丁堡资深执政官等职，354年任君士坦丁堡城市行政官，又有任伊利里亚大区长官，直至360年卒于任上。在欧那皮俄斯所作记述中，其总结道「此人极于法律之学的顶峰。对此无足惊讶者，以其故乡贝鲁特正是这类研究的母亲与乳娘」。利巴尼俄斯同泰尔的伽雅努斯所通信函中，谈到后者自从贝鲁特法律学校毕业之后所取得的成就；伽雅努斯于公元362年任为腓尼基行省执政官总督。加沙城出身的律师兼教会史学家索佐门亦有在贝鲁特修习法律，于著作《教会史》（Historia Ecclesiastica）中记载德利菲洛之事，其人改宗基督教，后成为尼科西亚主教。德利菲洛也在贝鲁特接受法学教育，曾因追求风雅文辞并用法律词汇代替圣经用语等行为受到其师斯皮里宗批评。
修辞教师撒迦利亚于公元487年至492年间在贝鲁特修习法律，继而在君士坦丁堡任律师，后因在帝国朝中的人脉良好，乃获任为米蒂利尼主教，遂转任。撒迦利亚的著作中有安条克的塞维鲁之传记，其人为安条克牧首中最后一任出自米蒂利尼者，并参与创建叙利亚正统教会，而此人于公元486年前后亦在贝鲁特学习法律。五世纪晚期学生尚有一人名约翰·鲁福斯，其人是反对迦克墩基督教的司铎，在上司制毡匠彼得见逐后，即移居加沙附近的马尤马。在当地，约翰·鲁福斯著述《充足信心集》《伊比利亚人彼得传》等著作。

## 所在位置
历史上罗马所用于授课的「讲席」（stationes）「讲堂」（audiotoria），皆设于公共图书馆旁，而图书馆又在神庙之内。这套布局同样复制到了罗马殖民地贝鲁特。首次提及学校校址的材料，其年代在公元350年，但其描述并未详说位置。五世纪时，修辞教师撒迦利亚记载学校坐落于「上帝圣殿」侧畔，根据对这一圣殿的描述，或可认定其为拜占庭之基督复活主教座堂。
二十世纪初，希腊正教会圣乔治主教座堂及马龙尼礼教会圣乔治主教座堂之间的苏克进行考古发掘，出土石碑一座，上铭有墓志，为一称作帕特里喀乌斯之人而作，而「其毕生事业奉献于法律研究」。经认定，墓志铭当是献与法律学校五世纪时著名的同名教授。1994年，贝鲁特中央区内泽默广场上的希腊正教会圣乔治堂下方进行考古挖掘，辨认出古代基督复活教堂之结构要素，但限制于316平方（3,400平方英尺）的范围内，未能出土掩藏地底的学校。

## 声望及遗产

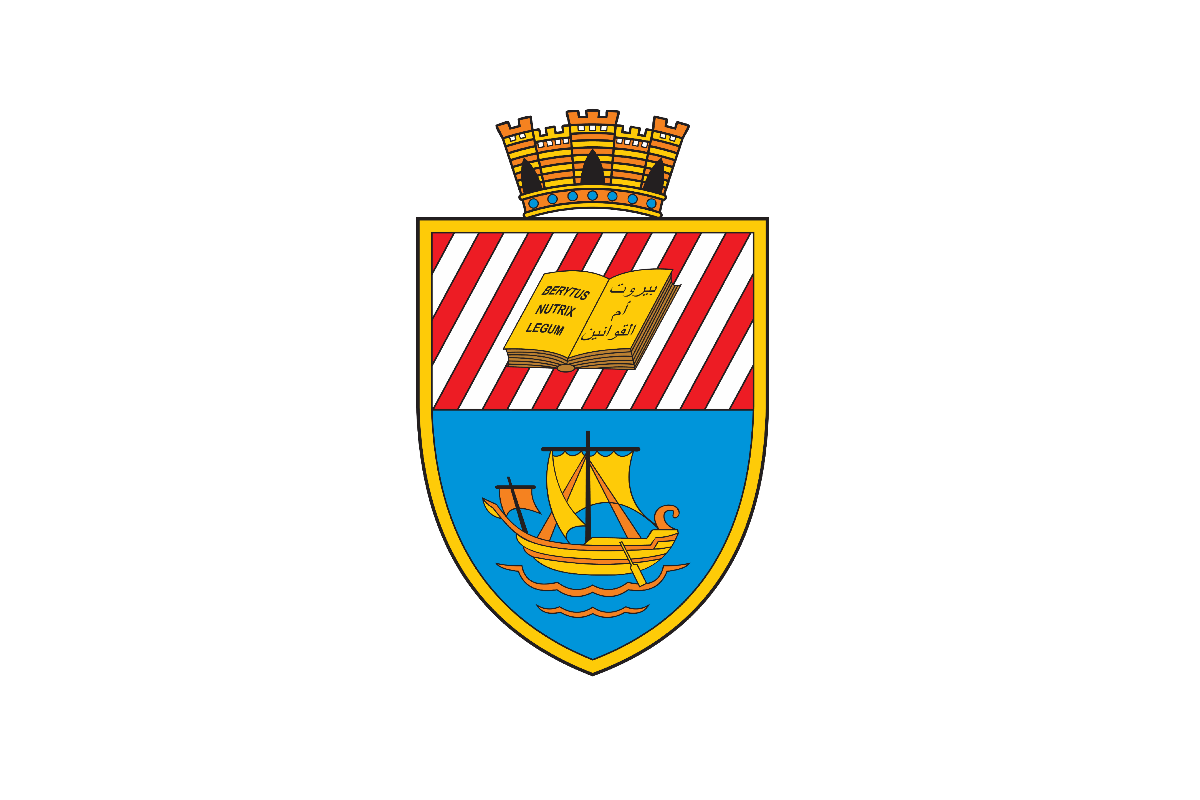
贝鲁特市旗，绘有打开的书籍，其上一侧拉丁文格言为「Berytus Nutrix Legum」（万法乳母贝鲁特），另一侧则为其阿拉伯文翻译（万法之母贝鲁特）

贝鲁特法律学校为罗马帝国尤其帝国东部省份输送律师及执法官长达三个世纪，直到学校遭毁。学生来游者络绎不绝，乃因这一专业所能带来的丰裕、荣誉及就业机会之安心无虞。自公元460年皇帝利奥一世颁布诏令以来，法律学位更炙手可热。其诏令规定，凡在东方近卫大区候任出庭律师一职者，必须出示其所受业之法律教师开具的专精证明，且这些教师教导候任者，当在帝国认可的法律学校中为之。
对古典法律成果的深入研究，先开展于贝鲁特，后来则君士坦丁堡，而为法科贡献了史无前例的科学层次；这一学术运动乃是优士丁尼法律改革的思想源流。对古典法律文本既有新的理解，五世纪晚期六世纪早期的帝国法律因而更为清晰协调，超过后古代史早期诸多法律，此即法律史学家乔治·穆索拉基斯（George Mousorakis）及其他一些学者的看法。

学校存续期间遍集荣典，享有「万法之母贝鲁特」（Berytus Nutrix Legum）之称，这一称号，欧那皮俄斯、利巴尼俄斯、修辞教师撒迦利亚乃至优士丁尼一世皇帝都曾用于美称此校。优士丁尼公元533年所颁〈一切〉诏令如是写道：
|  | 而朕只不过希望，由朕编写的这3册著作，将被对他们讲授，不论是在皇城，还是在最美丽的城邦、也被有的人恰当地称作法律的保姆的贝鲁特，都是如此，这也是由先前的元首们以敕令规定过的事情，它们不在其他未由先人们赋予过这样的特权的地方被讲授，因为朕也听说，在最富丽堂皇的城邦亚历山大，在恺撒利亚和其他地方，某些外行人对学生讲授伪学问并使学生离经叛道，朕用这样的威胁把他们从这样的图谋中赶开：如果他们将来敢于做这种事，在皇城和大主教区贝鲁特以外做这种事，他们将被处以10磅金子的罚金，并被驱逐出他们在那里不是教授法律，而是触犯法律的城邦。 |

自公元三世纪起，学校即对基督教的教导保持宽容，从而培育出数目可观的一批学生，日后皆成为有影响力的教会领袖及主教，这些学生包括凯撒利亚的庞费吕、安条克的塞维鲁、阿庇安等人。在第一位普世大师居里卢斯教席之下，基督信仰得到巩固成为法律训练的必备要素。

出身贝鲁特法律学校的教授多罗透斯及阿那托利乌斯二人，智慧深远、知识渊博，因此美誉加身，以至于优士丁尼在〈何其大哉〉诏令开头专门褒扬此二人。皇帝将两名教授尽召入朝，协助其大臣特里波尼亚努斯编纂优士丁尼法典，即公元529年至534年所陆续发行、帝国民法的主体部分。〈何〉诏中的褒扬段落如下：
|  | 多罗修斯，卓越的人，财务官中最雄辩的人，他在贝鲁特这个最富丽堂皇的城邦对学生讲授法律，由于他的出色见解和声望，使朕让他参加这项工作；阿那托流斯，卓越的人、长官，他被委任这一工作时，是贝鲁特的法律解释者，他出自古老的法律家族，因为不论是他的父亲雷奥丘斯还是祖父诶乌多克修斯，都在法律领域留下了他们的最好的记录…… |

优士丁尼所委任的编纂工作，自其完成以来，千百年间得到不断研究，而纳入不同国家的法律体系，深刻影响了拜占庭法律及整个西方法律传统。法律学者彼得·斯坦论断道，古代罗马法的文本已然构成「像法律的超市一般，不同时代的律师，都在其中找到他们在当时所需要的东西」。

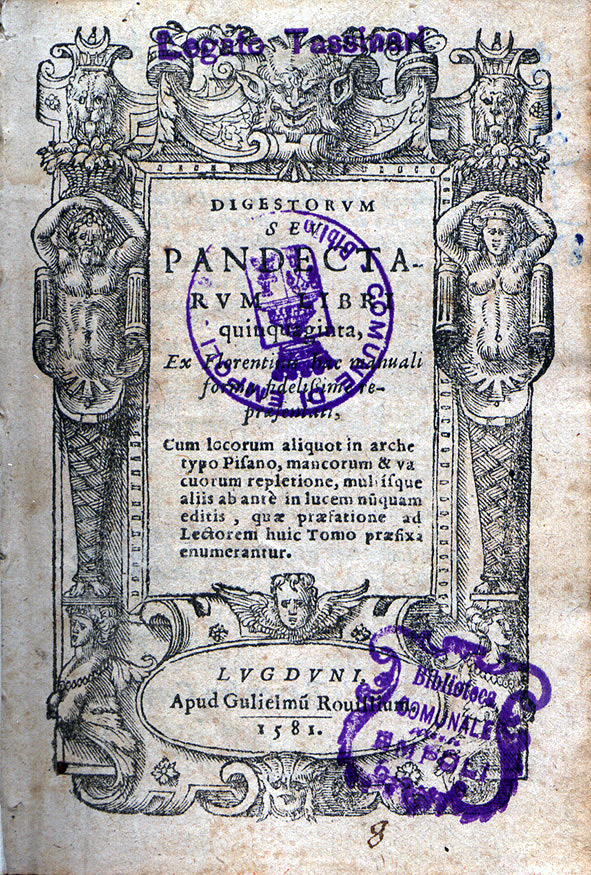
《学说汇纂》十六世纪晚期版本封面，此为优士丁尼一世皇帝《民法大全》的组成部分

《民法大全》者，直至公元741年皇帝利奥三世及其子共治皇帝君士坦丁五世颁行《法律汇编》（希臘語：Ἐκλογὴ τῶν νόμων）之前，都是东罗马法律的基础。而《汇编》则是自优士丁尼法典加以精简、更为宽仁的改写，其内里倾向也更合于基督教价值观。《汇编》以希腊文写就，因为拉丁文已经沦于弃用，而其中条款，则在日后数百年持续应用于临近的巴尔干及小亚细亚等地，斯拉夫文、亚美尼亚文、阿拉伯文译本至今尚存。九世纪在位的皇帝巴西尔一世颁布《法律手册》（Πρόχειρον）《法律入门》（Ἐπαναγωγή），此二者为法律合集，将《汇编》部分内容推翻，而恢复了优士丁尼的法律。《手册》为十二世纪塞尔维亚首任宗主教圣萨瓦的法律著作提供基础。此人所编集的法律是为塞尔维亚正教会而作，然而其影响广泛，保加利亚及俄罗斯两地正教会亦采纳为基本典章。公元900年前后，皇帝利奥六世委命编纂《巴西利卡法典》，此为自优士丁尼的法律用希腊文改写而成，公认是现代希腊法律的原型，直到1940年《希腊民法典》施行为止。
优士丁尼法典对西方法律也有重大影响，在法律史、西欧及其美洲殖民地的法律传统等方面尤其如此。在意大利，优士丁尼《学说汇纂》有全文孤本存留，然而不为人知，直至公元1070年重现人世。1088年，居于博洛尼亚的法学家、文科教师伊尔内留斯首开教授重新面世不久的《汇纂》、及优士丁尼其他典籍的工作。此人和其后辈向学生解说罗马法，是以在文本行间或页边批注的注释或解说评注的方式为之。这些「注释法学派」门人的研究使得罗马法的概念传播到欧洲各地的大学及法庭。这一中世纪时期起自意大利的罗马法复兴，日后数百年则由法国、尼德兰、德意志等国接续。直到1900年《德国民法典》施行，自优士丁尼法典衍生出、当时尚见采纳的法律模式，从此在大多数欧洲国家不再适用。
贝鲁特「万法之母」的名望，在现代再次浮现。1913年，圣若瑟大学初建，其法学系首任系主任保罗·于弗兰即将其就任演说献与古典的贝鲁特法律学校，以此勉力为新成立的院校赋予法统。这一称号今用作城市格言，在1919年所成立的贝鲁特律师协会之徽章上有所表现，如今贝鲁特自治市的市徽市旗上也有此格言。

### 《汇纂》章节名
1. ↑  《汇纂》卷一至四，总称「首篇」。
2. ↑  「关于司法程序」（卷五至十一）、「关于物」（卷十二至十九）、「单篇」（卷廿三、廿六、廿八、三十）。
3. ↑  《汇纂》卷二十至廿二。
4. ↑  卷廿四、廿五、廿七、廿九、卅一至卅六。

## 文内引注
1. 1 2  Walker 2000，第91頁.
2. ↑  Charnock 1859，第36頁.
3. ↑  Jones Hall 2004，第46–47頁.
4. ↑  Lawler 2011.
5. ↑  Sartre 2005，第289頁.
6. ↑  Collinet 1925，第17頁.
7. ↑  Thaumaturgus 1873，第45–46頁.
8. ↑  Gibbon 1854，第294頁.
9. ↑  Collinet 1925，第16–20頁.
10. ↑  Rudorff 1857，第130頁.
11. ↑  Bremer 1868，第73頁.
12. ↑  Mommsen 1901，第139–144頁.
13. 1 2 3  Kassir 2010，第52頁.
14. ↑  Collinet 1925，第22頁.
15. ↑  Collinet 1925，第29–30頁.
16. ↑  Jidejian 1973，第65頁.
17. 1 2 3  Collinet 1925，第39頁.
18. ↑  Clark 2011，第36頁.
19. ↑  Rochette 1997，第168, 174頁.
20. ↑  Sadowski 2010，第211–216頁.
21. 1 2 3  Jolowicz 1972，第453頁.
22. ↑  Riddle 2008，第107頁.
23. ↑  Collinet 1925，第54–58頁.
24. ↑  Sartre 2005，第291頁.
25. ↑  Collinet 1925，第209頁.
26. ↑  Collinet 1925，第81–83頁.
27. 1 2 3  Jolowicz 1972，第454頁.
28. 1 2 3  Mousourakis 2003，第363頁.
29. ↑  Collinet 1925，第245頁.
30. ↑  Horrocks 2009，第126頁.
31. ↑  Collinet 1925，第224–240頁.
32. ↑  Sheppard 1999，第295頁.
33. 1 2  Corcoran 2009.
34. 1 2 3  Justinian I 534，查尔斯·蒙罗1872年译本第xxix页.
35. ↑  Collinet 1925，第241頁.
36. ↑  Buckland 1921，第49頁.
37. ↑  Collinet 1925，第121頁.
38. 1 2  Collinet 1925，第131頁.
39. ↑  LSA-1153.
40. ↑  Chisholm 1911，第706頁.
41. ↑  Collinet 1925，第131–132頁.
42. ↑  Jalabert 1906，第170–171頁.
43. ↑  Collinet 1925，第132–138頁.
44. ↑  Collinet 1925，第141–154頁.
45. ↑  Collinet 1925，第141頁.
46. ↑  Collinet 1925，第154頁.
47. ↑  Collinet 1925，第186–189頁.
48. 1 2  Pringsheim 1921，第272頁.
49. ↑  Collinet 1925，第190–191頁.
50. ↑  Collinet 1925，第211頁.
51. ↑  Justinian I 534，查尔斯·蒙罗1872年译本第xviii-xxiv页.
52. ↑  Collinet 1925，第34頁.
53. ↑  Collinet 1925，第114–115頁.
54. ↑  McNamee 1998，第269頁.
55. ↑  Thaumaturgus 1873，第60–61頁.
56. ↑  Collinet 1925，第27–30頁.
57. 1 2  Collinet 1925，第30–32頁.
58. ↑  Eunapius of Sardis 1596，第148–151頁.
59. ↑  Collinet 1925，第87–88頁.
60. ↑  Collinet 1925，第46–51頁.
61. ↑  Greatrex, Brock & Witakowski 2011，第6–7頁.
62. 1 2  Sterk 2009，第208頁.
63. 1 2  Collinet 1925，第51頁.
64. ↑  Collinet 1925，第62頁.
65. ↑  Collinet 1925，第63–73頁.
66. ↑  Collinet 1925，第73頁.
67. ↑  Collinet 1925，第61–73頁.
68. ↑  Jones Hall 2004，第67頁.
69. ↑  Skaf & Makaroun Bou Assaf 2005，第224–229頁.
70. ↑  Rawlinson 1889，第548頁.
71. ↑  Jolowicz 1972，第454–455頁.
72. ↑  Jolowicz 1972，第451–460頁.
73. ↑  Kunkel 1973，第146頁.
74. ↑  Schulz 1967，第267頁.
75. ↑  Mousourakis 2003，第364頁.
76. ↑  优士丁尼 1998，第848頁.
77. 1 2 3  Kassir 2010，第53頁.
78. ↑  Attridge & Hata 1992，第436頁.
79. ↑  Justinian I 534，查尔斯·蒙罗1872年译本第xviii–xxiv页.
80. ↑  优士丁尼 1998，第830頁.
81. ↑  Goodman 1995，第222頁.
82. ↑  Stein 1999，第1–2頁.
83. ↑  Mousourakis 2003，第403–404頁.
84. ↑  Stein 1999，第35頁.
85. ↑  Reinink & Stolte 2002，第191–192頁.
86. ↑  Mousourakis 2003，第405頁.
87. ↑  Lokin 1994，第71–91頁.
88. ↑  Sedlar 2011，第306–307頁.
89. ↑  Stein 1999，第35–36頁.
90. ↑  Kuttner 1991，第299–300頁.
91. ↑  Evans 2005，第25頁.
92. ↑  Stein 1999，第2頁.
93. ↑  Stein 1999，第128頁.
94. ↑  Kassir 2010，第53, 199頁.
95. ↑  . Municipality of Beirut.   [2013-06-23]. （原始内容存档于2017-10-14）.

## 延伸阅读
- Sadowski, Piotr.  [罗马与拜占庭时期贝鲁特的法律学校：法学与历史学研究]. Uniwesytet Opolski. 2019  [2019-08-27]. ISBN 978-83-7395-801-2. （原始内容存档于2021-03-05） （波兰语）.